# Putten (eiland)

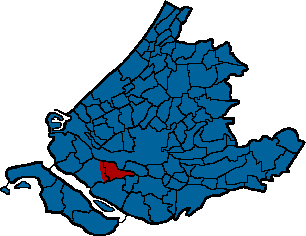
De ligging van Putten in de provincie Zuid-Holland

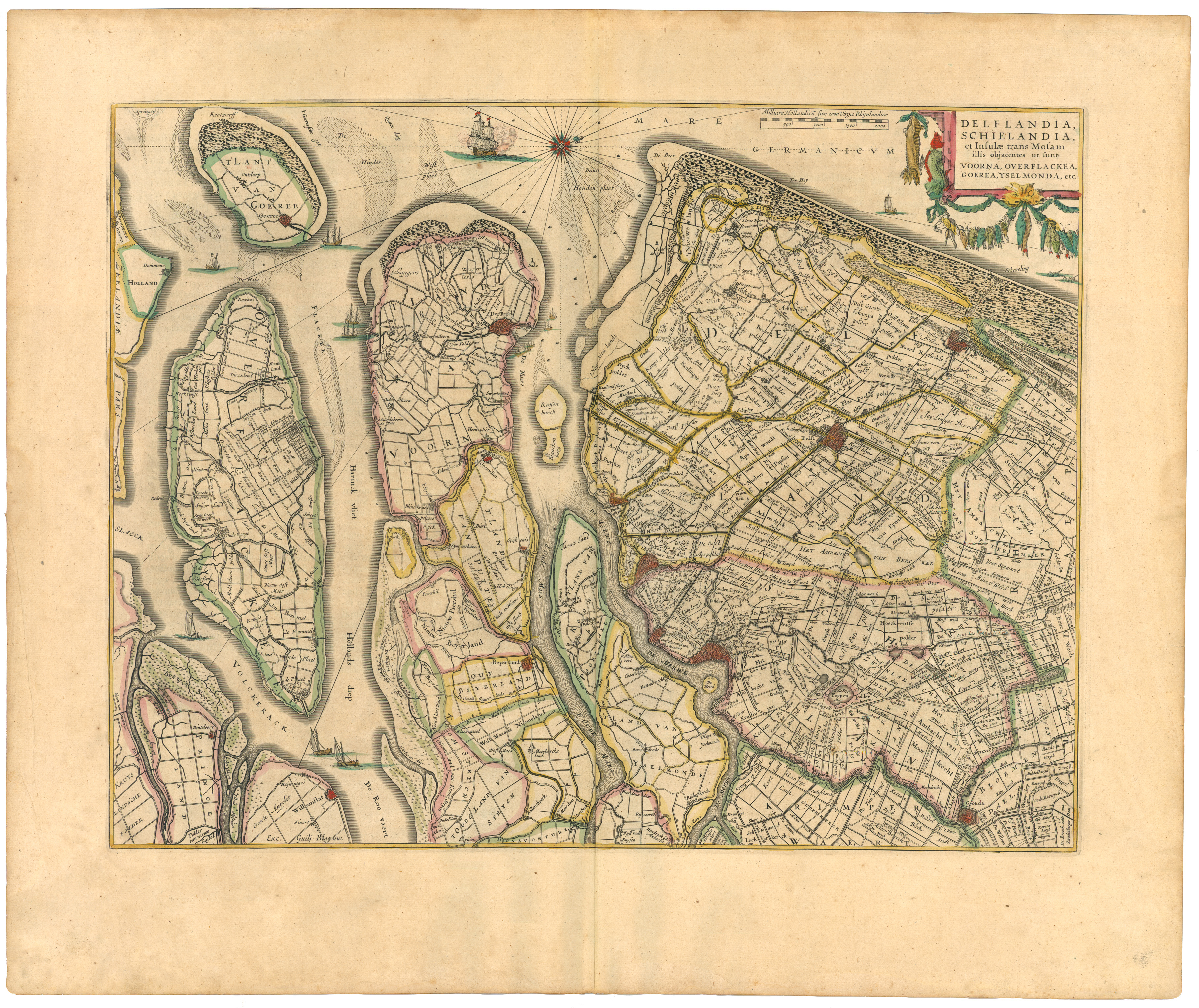
Kaart van Blaeu uit 1645 met onder meer het 'Land van Putten' (in het midden)

Het Zuid-Hollandse eiland Putten, vroeger ook wel de Ring van Putten of Putten binnen de ring genoemd, is het oostelijk deel van Voorne-Putten.
De grens tussen Voorne en Putten is het water van de voormalige rivier Bernisse  (niet het Kanaal door Voorne (ook: Voornse Kanaal), dat het dubbeleiland in twee gelijke helften lijkt te verdelen).  Na de verzanding is de Bernisse enige tijd geleden uitgebaggerd. In de dertiende eeuw werd er bij Geervliet in deze rivier tol geheven. 
Het grondgebied van Putten valt geheel onder de gemeente Nissewaard, met de volgende plaatsen:
- Beerenplaat
- Biert
- Geervliet
- Hekelingen
- Simonshaven
- Spijkenisse

De andere woonkernen van Nissewaard liggen op het eiland Voorne.

## Geschiedenis
Het eiland Putten viel vroeger onder de Heerlijkheid Putten. Deze heerlijkheid werd in 1467 omgezet naar het Baljuwschap Land van Putten en werd sindsdien bestuurd door ruwaarden. De meest bekende is Cornelis de Witt. Hij werd in 1654 door de Staten van Holland aangesteld als ruwaard van Putten, hij oefende deze functie uit totdat hij samen met zijn broer Johan de Witt op 20 augustus 1672 in Den Haag door een door Orangisten opgejutte menigte uit de Gevangenpoort gesleurd werd, gelyncht en vermoord werd.